# Roquefixade (hrad)
Roquefixade (hrad) je zcela rozpadlý katarský hrad u vsi Roquefixade, 8 km od vsi Lavelanet ve francouzském departementu Ariège. Stavba hradu se nachází  na vápencovém ostrohu v nadmořské výšce 1001 m. 

## Historie
První písemná zmínka o hradu je z roku 1034. Prvními známými pány hradu byli páni z Pailhès. 
V roce 1205 se zde slavil sňatek Raimona de Péreilhe s Corbou de Lanta. Tento pán vlastnil také hrad Péreilhe a hrad Montségur.
Hrad sloužil jako útočiště a místo odporu katary ve 13. století. V roce 1212 za Albigenské křížové výpravy obsadil hrad, který byl tehdy pod kontrolou hrabat z Toulouse,  Simon IV. z Montfortu.
V roce 1272 hrad obsadil francouzský král Filip III. Francouzský poté, co se jeho tehdejší majitel hrabě z Foix Roger-Bernard III de Foix, vzdal. Filip III. Francouzský zajistil, aby opevnění hradu bylo udržováno a v roce 1278 zde zřídil královskou posádku, aby střežila hranice se sousedním královstvím Aragonským.
V roce 1463 hrad vrátil francouzský král Ludvík XI. hraběti z Foix, Gastonu IV de Foix-Béarn.
Hrad poté prošel různými úpravami od 15. do 16. století a byl nakonec zničen v roce 1632 na příkaz krále Ludvíka XIII.. V roce 1675 koupil hrad baron z Celles, Vital Guilhon de Lestang a jeho rodina si jej ponechala až do Francouzské revoluce, kdy byl prodán jako národní majetek.

## Galerie

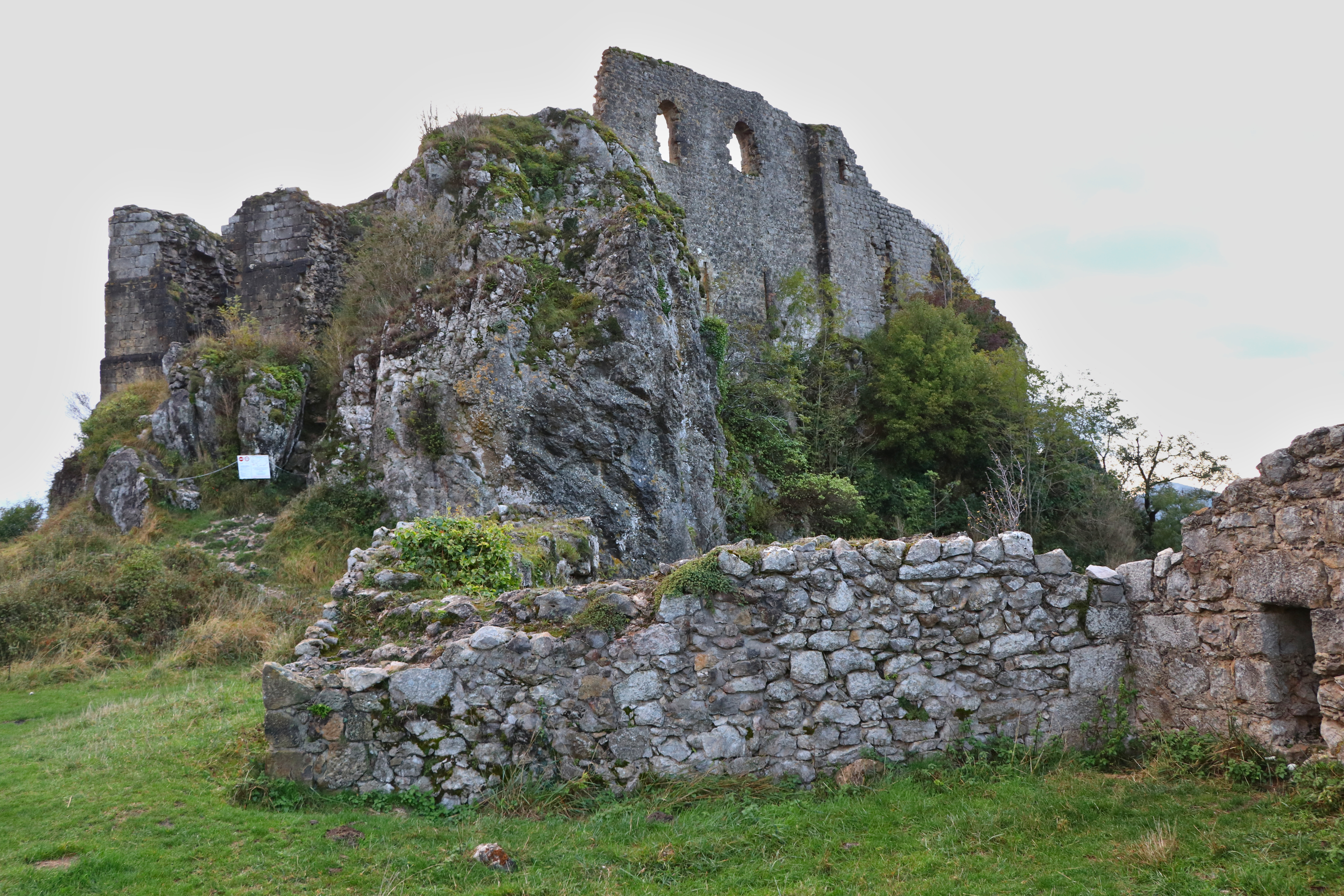
pohled na hrad Roquefixade
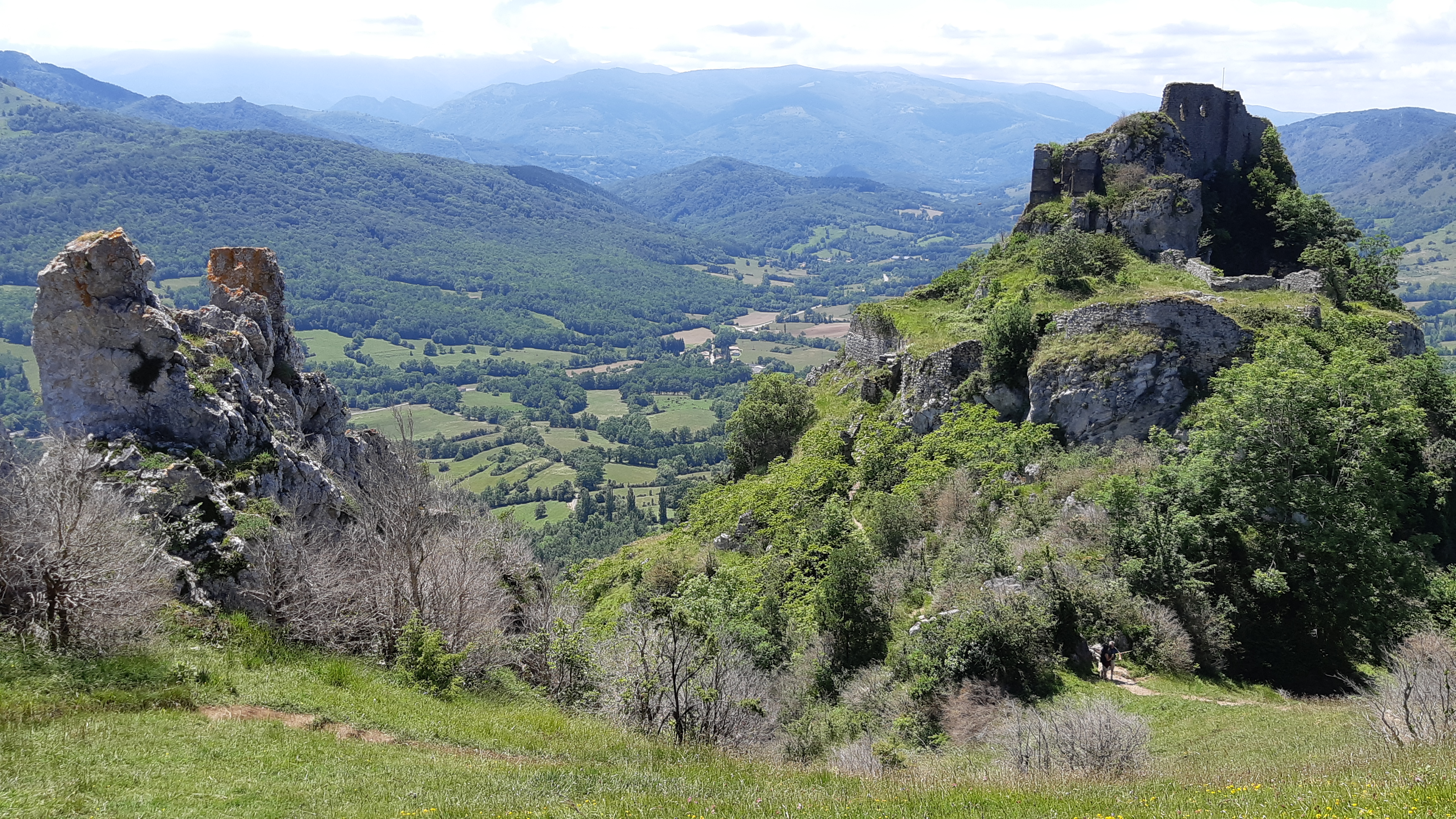
pohled na hrad Roquefixade
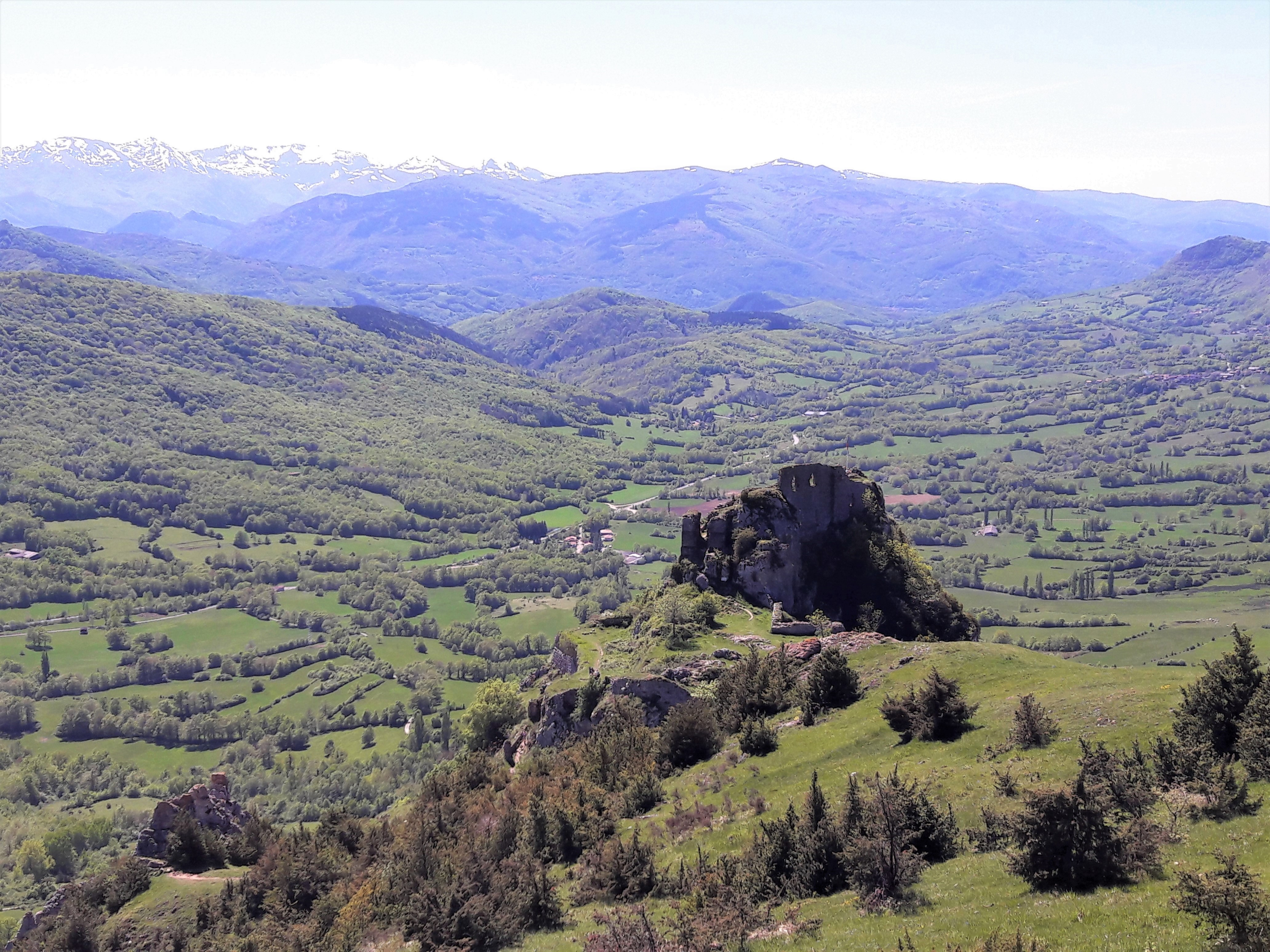
pohled na hrad Roquefixade
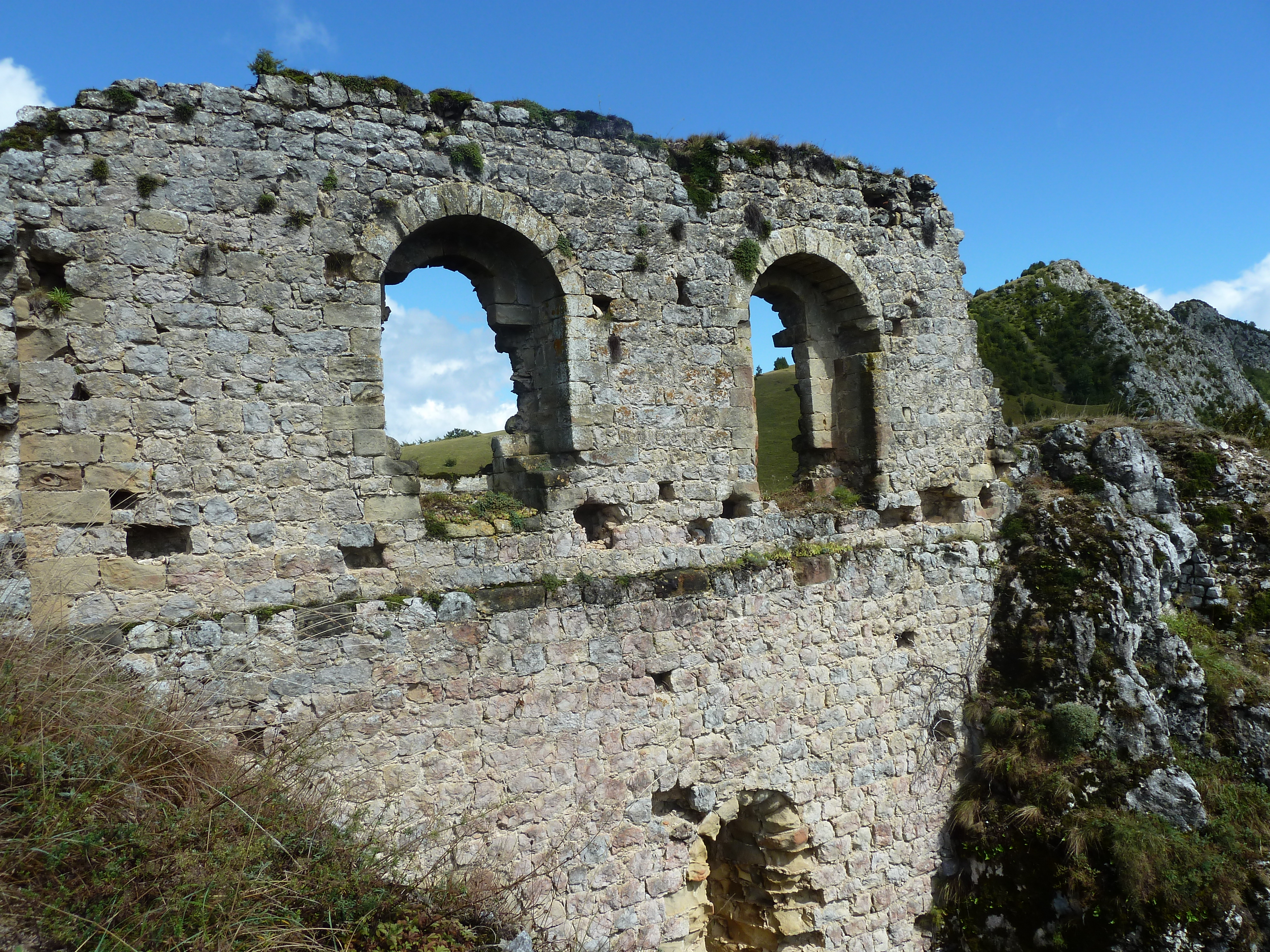
pohled na hrad Roquefixade
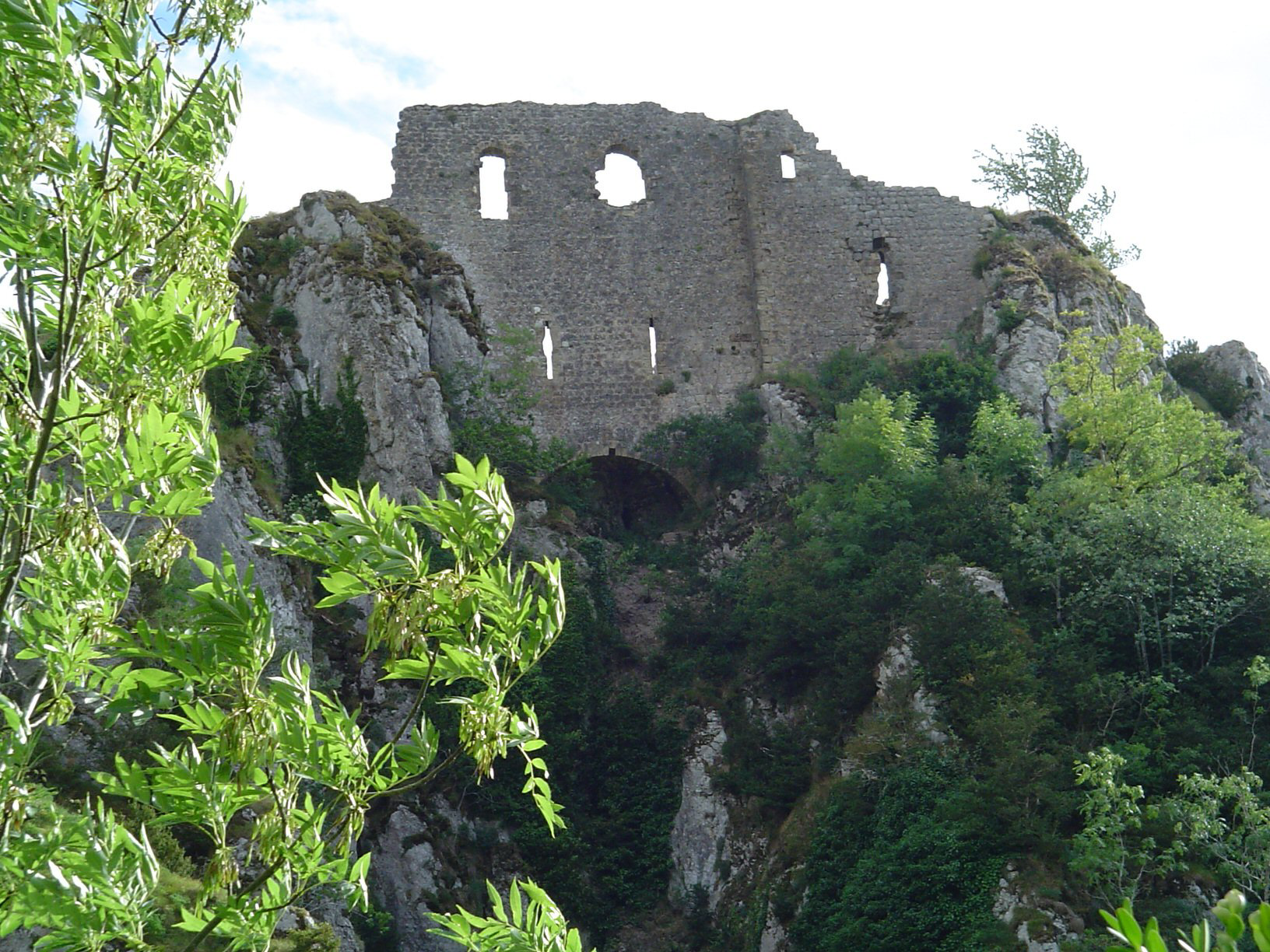
pohled na hrad Roquefixade
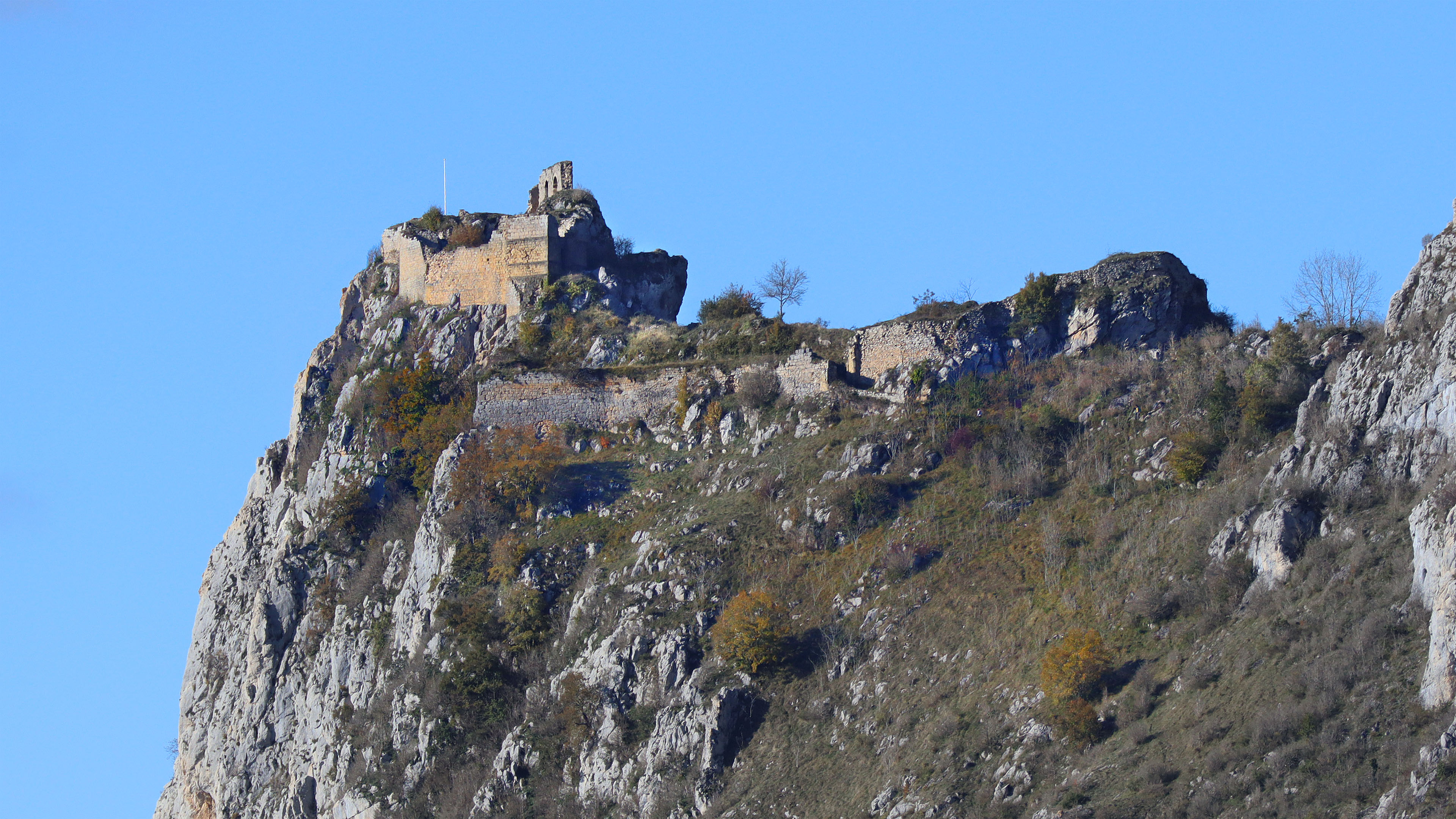
pohled na hrad Roquefixade
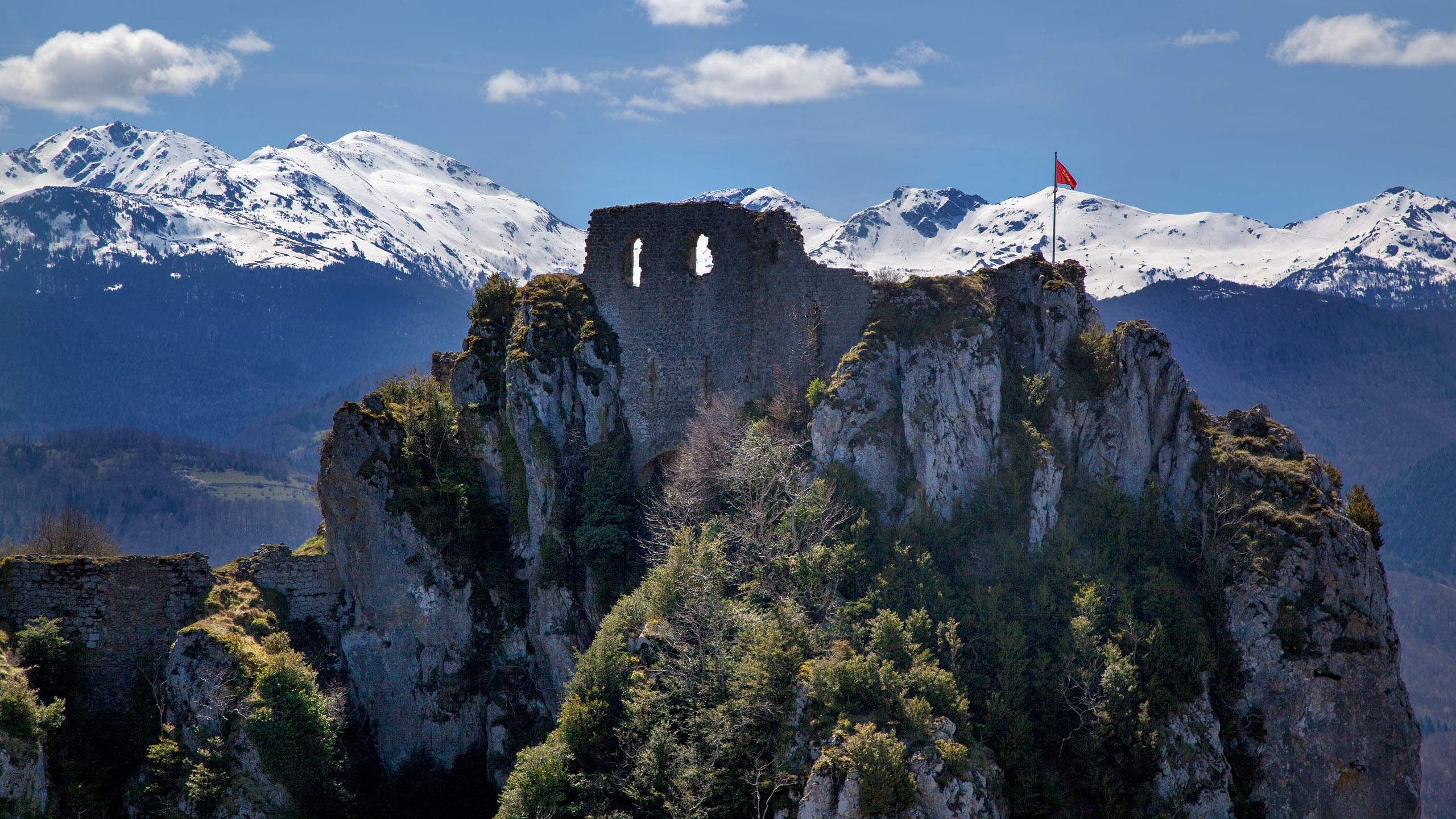
pohled na hrad Roquefixade
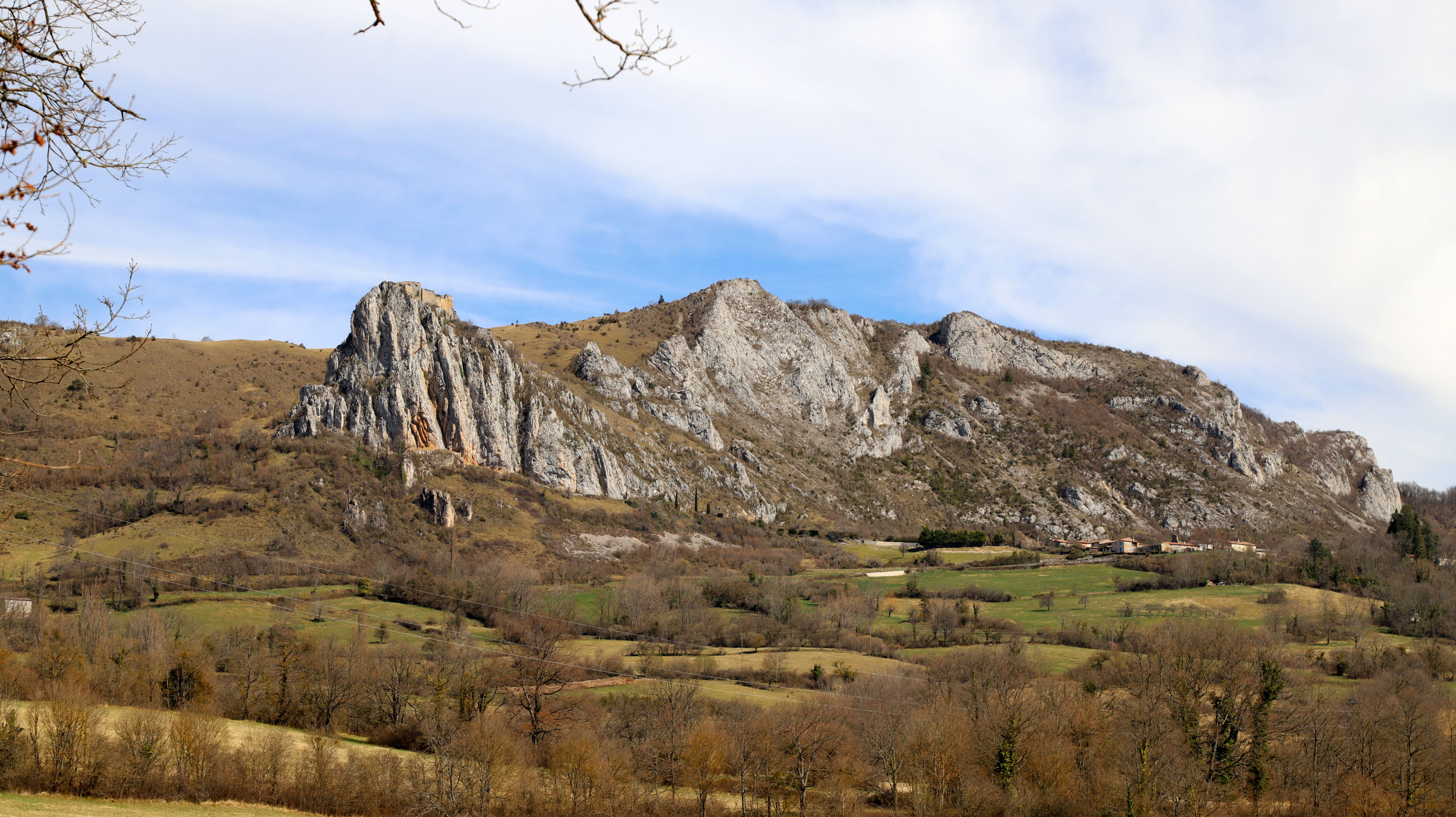
pohled na hrad Roquefixade
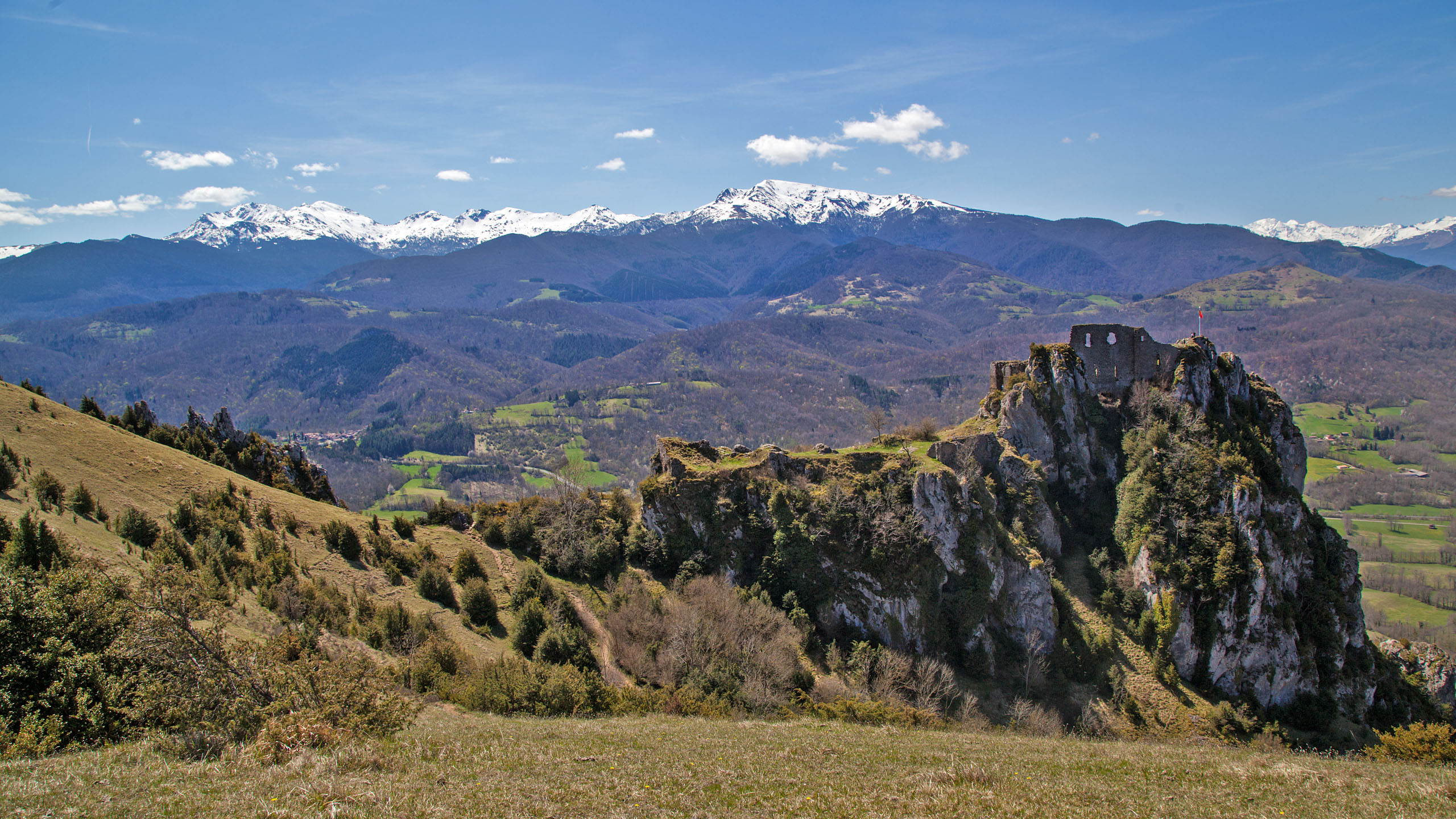
pohled na hrad Roquefixade